# Charles H. Sawyer
Charles Henry Sawyer, född 30 mars 1840 i Watertown i delstaten New York, död 18 januari 1908 i Dover i New Hampshire, var en amerikansk politiker (republikan). Han var New Hampshires guvernör 1887–1889.
Sawyer efterträdde 1887 Moody Currier som guvernör och efterträddes 1889 av David H. Goodell.